# 中山东二路
中山东二路是上海市黄浦区的一条南北向街道，东临黄浦江，北起延安东路衔接中山东一路，南到东门路（十六铺）衔接中山南路，中间与金陵东路、新开河路、方浜东路等东西向道路交汇。

## 历史
该路原名法兰西外滩（法語：quai de France）。上海开埠以前，此处为小东门以北沿江道路，属于沿江黄埔滩的一部分。建于1856年，初名黄浦滩马路，后更名为法外滩路、南黄浦滩路。1861年，由于法国政府不愿继续与参与公共租界管理的其他条约列强合作而试图让上海法租界独立运作，因此法国当局提出要求将老城厢以东的一段沿江土地划入法租界，以便建设法租界自主的码头供往来中国和法国的船运使用。建成的码头和道路称为“quai de France”（“法兰西港埠”），中文里则如同北邻的公共租界外滩一致称为“法兰西外滩”。英文里有时也相应称为“French Bund”。法兰西外滩并不完全由法国企业独占，例如英商太古洋行的上海总部就建在法兰西外滩（相反的，法商东方汇理银行上海总部则建在公共租界外滩）。
1908年法兰西外滩开通有轨电车。抗战期间法租界由汪伪政权“收回”后更名南黄浦滩路，抗战胜利后改为中山东二路。此处一直是重要的航运中心及批发贸易中心。南端东门路口有黄浦江东东线轮渡（东门路－东昌路），24小时开行。